# CWEB
CWEB је систем компјутерског програмирања који су креирали Доналд Кнут и Силвио Леви коришћењем C програмског језика (и у мањој мери C++ и Јава).
Као и WEB, састоји се од два примарна програма: CTANGLE, који производи компактибилан C код из изворних текстова, и CWEAVE, који, користећи TeX, производи лепо форматиран документ спреман за штампу.

## Карактеристике
- Ручни унос ТеX кода, као и аутоматски.
- Форматирање C кода за леп испис.
- Дефинисање одељака и могућност садржавања документацијуеи кодова, који се затим могу укључити у друге одељке.
- Писање кода заглавља и главног C кода у једном документу, а могуће је поновно коришћење истих одељака, који се затим могу увезати у више докумената за компајлирање.
- Укључује датотеке.
- Измене датотека, које се могу аутоматски спојити у код приликом компајлирања/штампања.
- Израда индекса идентификатора и имена одељака на излазу.

## Лиценца
```
 
% This file is part of CWEB.

 
% This program by Silvio Levy and Donald E. Knuth

 
% is based on a program by Knuth.

 
% It is distributed WITHOUT ANY WARRANTY, express or implied.

 
% Version 3.64 --- January 2002

 
 
% Copyright (C) 1987,1990,1993,2000 Silvio Levy and Donald E. Knuth 

 
 
% Permission is granted to make and distribute verbatim copies of this

 
% document provided that the copyright notice and this permission notice

 
% are preserved on all copies.

 
 
% Permission is granted to copy and distribute modified versions of this

 
% document under the conditions for verbatim copying, provided that the

 
% entire resulting derived work is given a different name and distributed

 
% under the terms of a permission notice identical to this one.

```